# Sarājār
Sarājār (persiska: Sarājār-e Pā’īn Maḩalleh, سراجار) är en ort i Iran.   Den ligger i provinsen Gilan, i den norra delen av landet, 210 km nordväst om huvudstaden Teheran. Antalet invånare är 852.
Terrängen runt Sarājār är mycket platt.  Närmaste större samhälle är Langarud, 8,8 km söder om Sarājār. Trakten runt Sarājār består till största delen av jordbruksmark.